# 3669 км
3669 км — упразднённый в 2024 году населённый пункт (тип: разъезд) в Кемеровской области России. Входил в Постниковскую сельскую территорию Ижморского района в рамках административно-территориального устройства и в Ижморский муниципальный округ в рамках организации местного самоуправления. 

## География
Центральная часть населённого пункта расположена на высоте 216 метров над уровнем моря.

## История
Населённый пункт появился при строительстве железной дороги. В селении жили семьи тех, кто обслуживал железнодорожную инфраструктуру.
С 2004 до 2019 года входил в Постниковское сельское поселение Ижморского муниципального района.
С 2019 по 2024 годы в Постниковской сельской территории.
Исключён из учётных данных в 2024 году.

## Население
| 2010 |
| ---- |
| 0    |

### Национальный состав
Согласно результатам переписи 2002 года, в национальной структуре населения русские составляли 100 % от общей численности населения в 5 жителей